# Анимационный ситком
Анимационный ситком (от Situational Comedy) — поджанр ситкома, для которого используется анимационный метод создания и который, как правило, создаётся для взрослой аудитории. «Симпсоны», «Южный Парк» и «Гриффины» — три самых продолжительных анимационных ситкома.

## Ранняя история
«Флинтстоуны», которые дебютировали в 1960 году, считаются первым примером жанра анимационных ситкомов. Аналогичный мультфильм «Джетсоны», действие которого происходит в будущем, а не в прошлом, последовал в 1962 году. Марк Блейк утверждал, что это положило начало «поджанру научно-фантастических ситкомов».
Анимиционные ситкомы с самого начала были более спорными, чем традиционные мультфильмы. Первоначально «Флинтстоуны» были ориентированы на родителей, как анимационная версия «Новобрачных», хотя она была в основном популярна среди детей. Дэвид Беннетт утверждал, что, когда он был первоначально выпущен, он был направлен на взрослую аудиторию, и назвал его «прямыми предками» текущей анимации для взрослых, потому что он охватывал взрослые темы. Беннетт заявил, что это конкретно повлияло на «Симпсонов», наряду с анимацией на Adult Swim и Netflix. Его аргумент был подтверждён тем фактом, что «The Huckleberry Hound Show», созданный Уильямом Ханной и Джозефом Барберой, стал «сюрпризным хитом для взрослой аудитории». Несмотря на то, что некоторые утверждали, что «Флинтстоуны» повлияли на «Симпсонов», другие учёные сказали, что, хотя сериал вызвал бум в прайм-тайм анимации и «подрыв обычного телевидения», результатом был вывод анимацию из прайм-тайм «почти три десятилетия». Несмотря на это, ученый Джон Либби утверждал, что в сериале использовались «подрывные качества анимации».
С 1972 по 1974 год Hanna-Barbera сняла мультсериал «Wait Till Your Father Gets Home», ориентированный на взрослых ситком в стиле «Все в семье». Сериал был посвящен таким темам, как феминизм и разрыв поколений.